# Pterocarya tonkinensis
Pterocarya tonkinensis là một loài thực vật có hoa trong họ Juglandaceae. Loài này được (Franch.) Dode miêu tả khoa học đầu tiên năm 1929.

## Hình ảnh

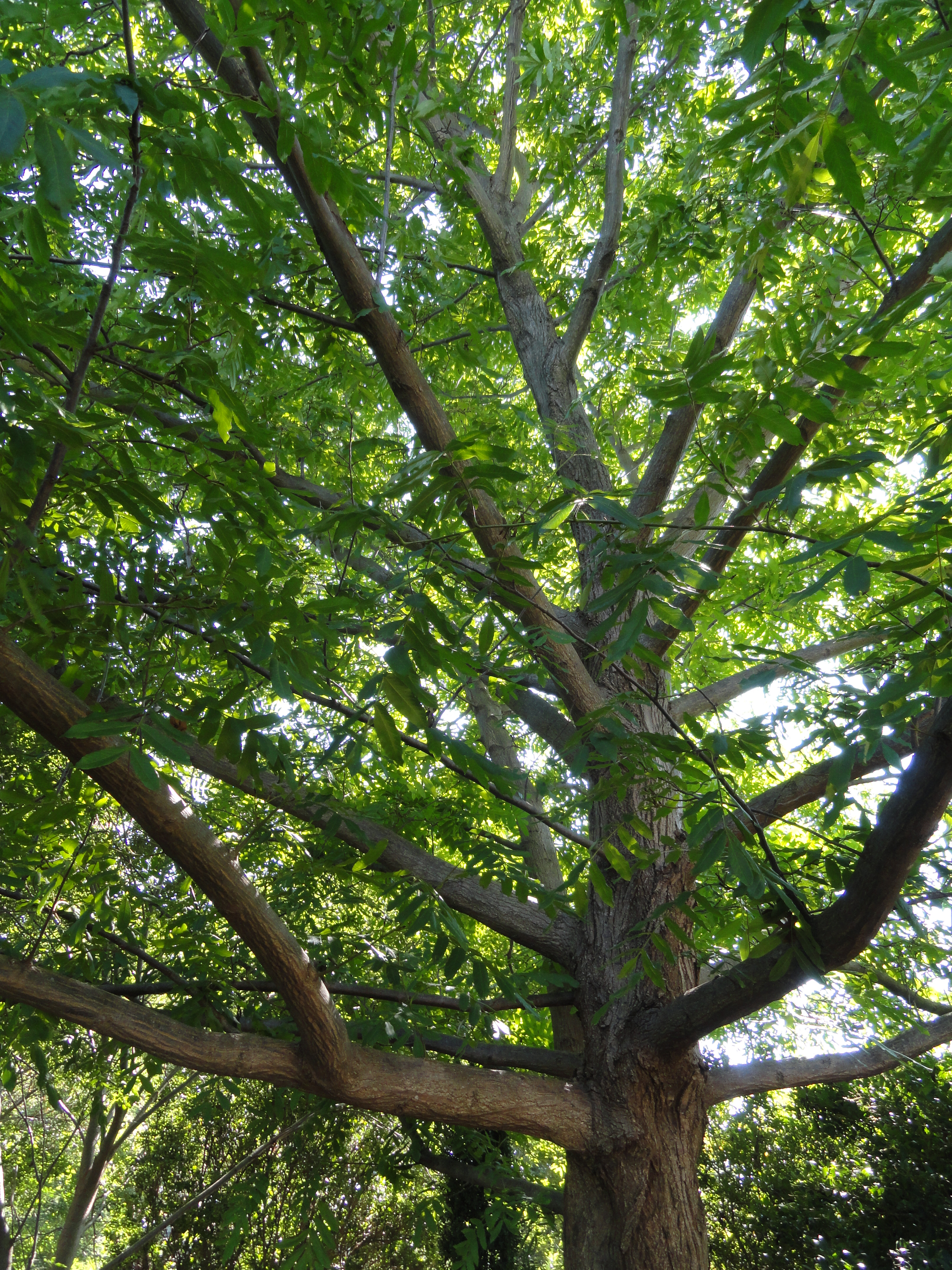
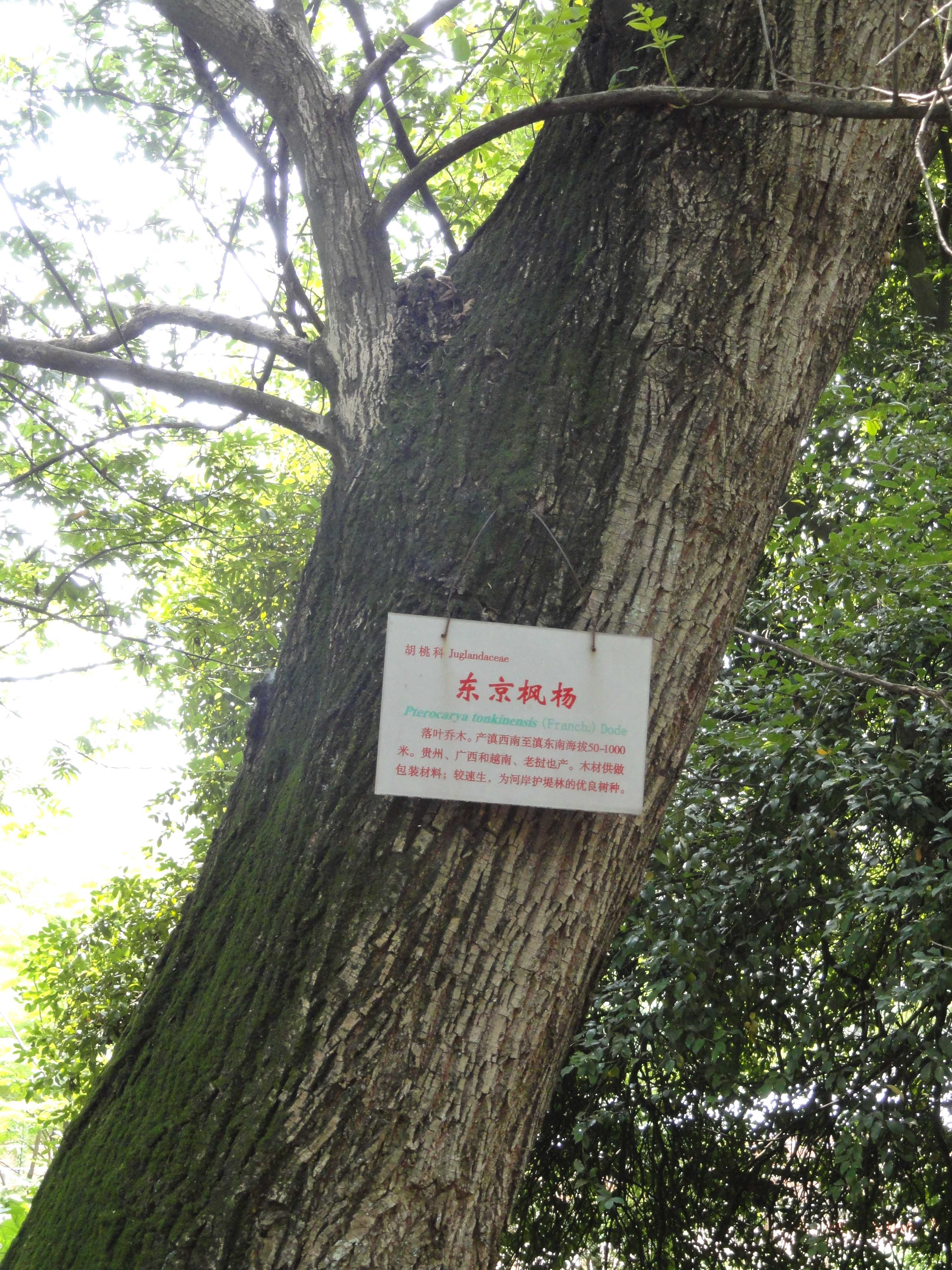
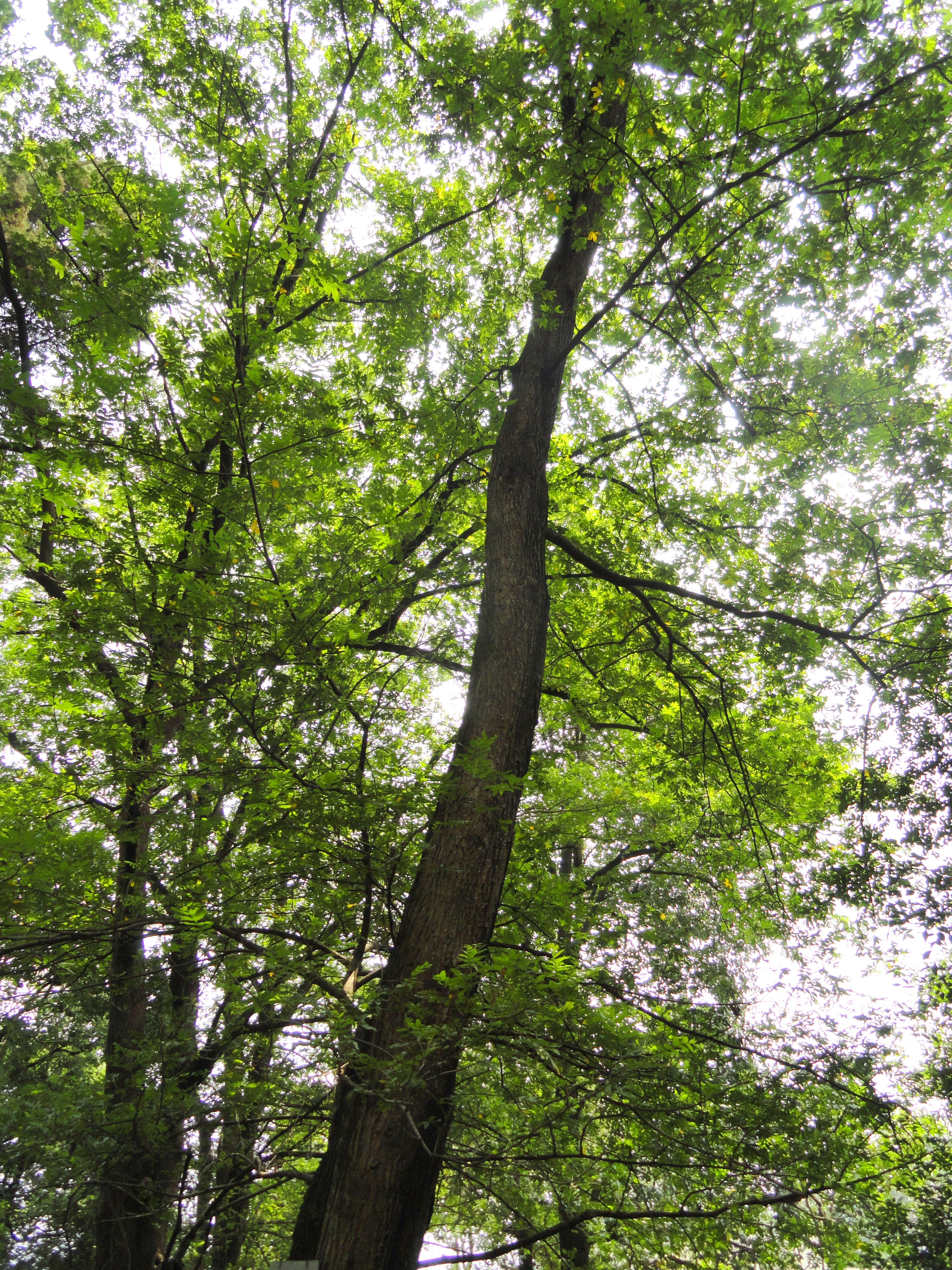
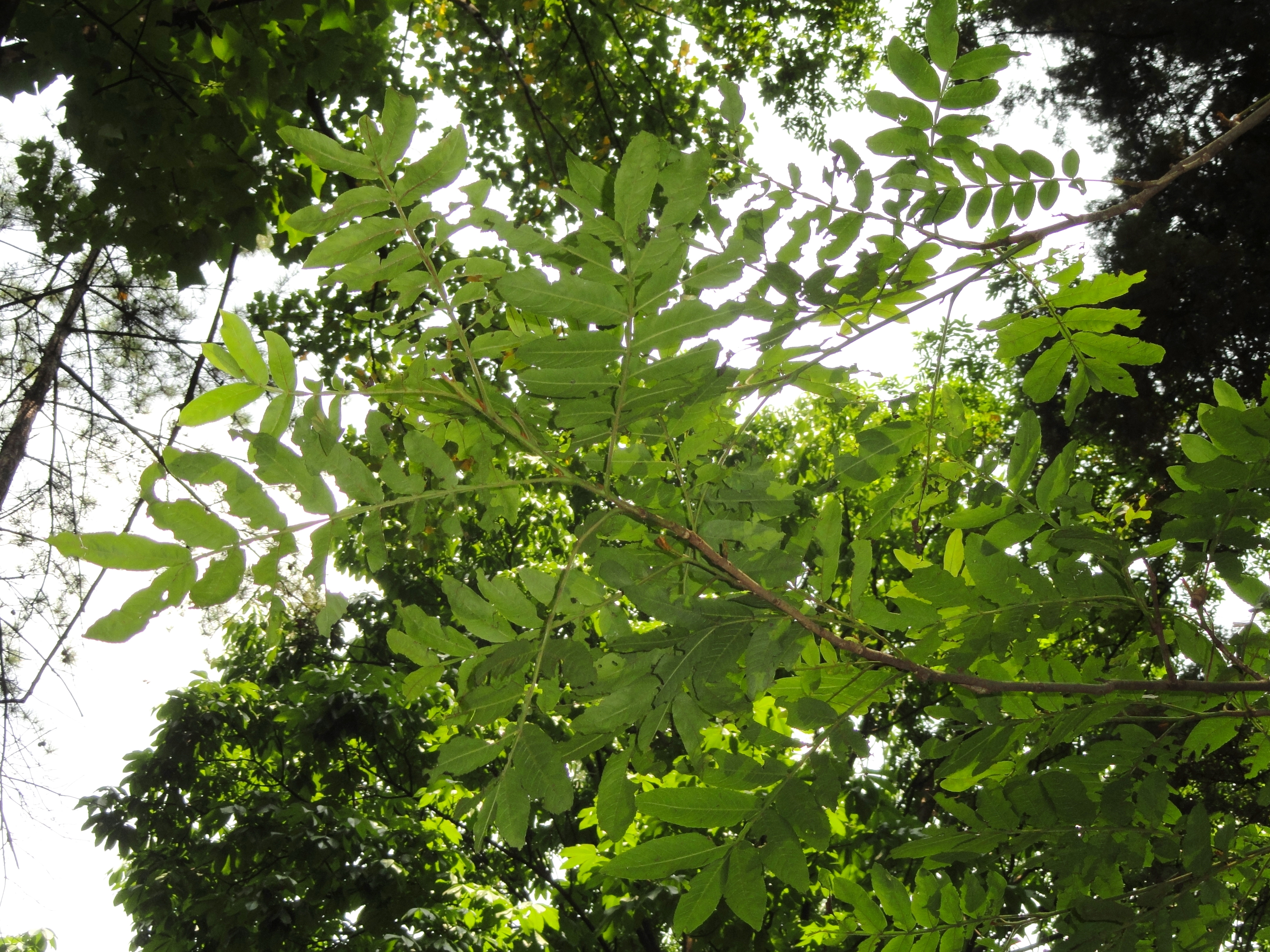